# Against Gravity
Against Gravity – polska firma dystrybucyjna założona w 2004 roku w Warszawie przez Artura Liebharta, specjalizująca się w dystrybucji filmów dokumentalnych oraz kina niezależnego. Jest organizatorem festiwalu filmowego Planete Doc Review oraz współproducentem filmu Fuck for Forest. W 2011 roku z inicjatywy Against Gravity zainaugurowana została Akademia Dokumentalna, której celem jest edukacja uczniów gimnazjów, liceów i szkół wyższych poprzez filmy dokumentalne. Firma trzykrotnie zdobyła Nagrodę Polskiego Instytutu Sztuki Filmowej: w 2009 roku za 5. Festiwal Filmowy Planete Doc Review w kategorii „międzynarodowe wydarzenie filmowe” oraz za dystrybucję filmów Raj: Miłość Ulricha Seidla (2013) i Lewiatan Andrieja Zwiagincewa (2015) w kategorii „dystrybucja niekomercyjnego filmu zagranicznego w Polsce”. W 2015 roku firma została nagrodzona Wężem w kategorii „najgorszy przekład tytułu zagranicznego” za film Uciekinier z Nowego Jorku.